# Mil disculpas
Mil disculpas fue un programa de televisión peruano transmitido por Panamericana Televisión (canal 5) y presentado por el maquillador y opinólogo Carlos Cacho Livora.

## Historia
Las primeras temporadas fueron estrenadas entre 2000 y 2003, con una breve interrupción por un accidente de tránsito ocurrido en su cobertura en Cuba. Junto a Carlos Cacho tuvo como coconductora a Laura Borlini, quien acompañó en otros programas de mimo corte, y posteriormente a Laura Ferretti. Fue producido por Michelle Alexander, su principal influencia.
Desctacó entre otros el "Cachofono", un número telefónico que el público llamaba para avisar cuando algún famoso se encuentra en algún lugar público del Perú en una situación comprometedora. En ese entonces se emitió en el canal Austral y permaneció en horario estelar luego de la salida de Beto a saber. Además aprovechó el impacto mediático de la hija de Susy Díaz, Flor Polo, al crear su propio segmento para su fiesta de quince años con ayuda de los actores Ricky Tosso y Mariella Zanetti.
Después de estar ausente para ser panelista de otros programas de su tipo, se reestrenó el 2 de agosto de 2010. Fue conducido nuevamente por Cacho y tuvo como copresentadoras a Vanessa Jerí y Paula Marijuán. Además, volvió a contar el apoyo de Alexander como productora. Sin embargo, el 27 de enero de 2011 el espacio fue cancelado debido a que su presentador fue recluido en el penal San Jorge por atropellar a un transeúnte mientras manejaba en estado de ebriedad.
Una nueva temporada fue anunciada por Panamericana en noviembre el 2013, reemplazando la producción por Dany Tsukamoto. El programa salió al aire el 6 de enero de 2014 sin expectativa. Días más tarde Cacho presentó un vídeo acerca de Ezio Oliva, lo que conllevó problemas judiciales, y una sentencia de indemnización económica en su contra en 2021.
El programa finalizó el 25 de febrero de 2014.

## Recepción

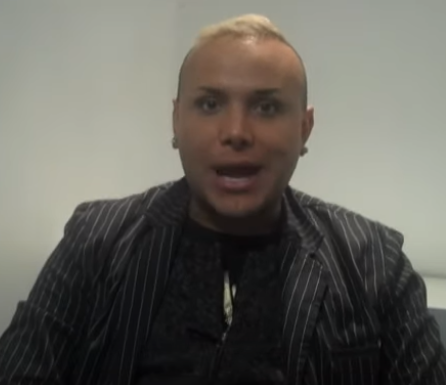
El presentador Carlos Cacho en 2009.

Su popularidad del programa permitió a Cacho volverse figura pública de estilista con la inauguración del salón de belleza de Cacho y su actividad en otros países. Fue competencia de Magaly TeVe, de hecho, Alexander elaboró una historia conectada con el programa para los conductores para reemplazar de Borlini a Ferreti en la dupla.
Debido al éxito Cacho migró a Red Global durante 2003 bajo el nombre Chiki Boom pero reemplazó su productora por Alberto Rojas, y después por Guillermo Guille. En posteriores temporadas, bajo el nombre original, atrajo la atención mediática por ser la competencia de Amor, amor, amor que conduce Rodrigo González Lupis.
El programa consiguió algunas exclusividades. Una de ellas fue la entrevista del asesino del estilista Marco Antonio Gallegos desde el penal de máxima seguridad Castro Castro en 2010, que Alexander defendió como un asunto "periodístico". Pese a ello, la entrevista tuvo una baja recepción comparado con Enemigos públicos.
En 2014 fue cancelado con un 1 punto de audiencia y fue reemplazado por la serie Dragon Ball. El programa recibió burlas en las redes sociales, incluyendo a la presentadora Magaly Medina.
En mayo de 2014, Pámela Vértiz realizó un reportaje acerca de la denuncia de Oliva donde estuvieron involucrados al exeditor Anthony Rivadeneyra y el productor Dany Tsukamoto. La demanda fue presentada por el abogado Julio Rodríguez. En la entrevista Carlos desmintió: «Estoy un poco sorprendido porque una mujer tan poderosa [...] puede asegurar una noticia que es falsa. [Usted] no puede anunciar. [...] Eso es mentira y salida de [su] boca es fulminante para cualquier proceso».
En diciembre de 2014 un periodista demandó al programa por difamación.